# Wonder Woman XXX: An Axel Braun Parody
Wonder Woman XXX: An Axel Braun Parody ist eine US-amerikanische Porno-Parodie auf die US-amerikanische Superheldin Wonder Woman. Die Hauptrolle spielt Kimberly Kane.

## Handlung
Wonder Womans Aktivitäten gegen das Böse in der Welt laufen nicht richtig, auch hat sie sich mit Lois Lane zerstritten, die sich später mit Cheetah verbündet. Schließlich bittet Wonder Woman Superman um Rat. Dieser gibt ihr überwiegend sexuelle Antworten.

### Szenen
1. Claire Robbins, Eric Masterson
2. Ash Hollywood, Ryan Driller
3. Kimberly Kane, Penny Pax, Evan Stone
4. Kirsten Price, Melody Jordan
5. Kimberly Kane, Ryan Driller

## Auszeichnungen
- Der Film ist bei den AVN Awards 2016 in den Kategorien „Best Makeup“ und „Best Special Effects“ nominiert.
- Der Film ist bei den XBIZ Awards 2016 in den folgenden Kategorien nominiert:  Director of the Year – Parody, Axel Braun, Parody Release of the Year, Best Special Effects, Best Scene – Parody Release (Kimberly Kane, Ryan Driller), Best Cinematography und Best Actress – Parody Release, (Kimberly Kane)

## Veröffentlichung
Der Film ist Teil einer Reihe von Filmen, die der Regisseur Axel Braun unter dem Label Vivid Superhero bei Vivid Entertainment Group drehte. Obwohl der Regisseur Vivid im 2013 verließ, wurden noch einige Filme veröffentlicht. Der Film erschien am 29. September 2015 und damit nach dem Film Avengers XXX 2: Along Came a Spider: An Axel Braun Parody (28. April 2015) und vor dem Werk The Avengers vs. X-Men XXX: An Axel Braun Parody (22. Dezember 2015).